# Alster (Suède)
Pour les articles homonymes, voir Alster.
Alster est une localité de Suède dans la commune de Karlstad située dans le comté de Värmland. En 2010, on y compte 586 habitants répartis sur une superficie de 0,84 km2.

## Personnalités
- Brita Sofía Hesselius (1801-1866)